# Villa fletcheri
Villa fletcheri är en tvåvingeart som först beskrevs av Enrico Adelelmo Brunetti 1920.  Villa fletcheri ingår i släktet Villa och familjen svävflugor. Inga underarter finns listade i Catalogue of Life.